# Coupe de France 2004/05
Der Wettbewerb um die Coupe de France in der Saison 2004/05 war die 88. Ausspielung des französischen Fußballpokals für Männermannschaften. In diesem Jahr meldeten 6.263 Vereine, darunter auch solche aus den überseeischen Besitzungen Frankreichs, von denen sich allerdings erneut keine Elf für die landesweite Hauptrunde qualifizieren konnte.
Titelverteidiger Paris Saint-Germain kam diesmal nur bis ins Achtelfinale, wo er am späteren Gewinner der Trophäe, der Association de la Jeunesse Auxerroise, scheiterte. Diese beiden Vereine wechselten sich zwischen 2003 und 2006 jeweils als Pokalsieger ab. Für Auxerre war dies die vierte Coupe de France binnen zwölf Jahren; lediglich 1979 hatten die Burgunder ein Finale verloren. Endspielgegner Club Sportif de Sedan, ein Zweitligist, stand gleichfalls bereits in seinem fünften Finale; allerdings hatten die Ardenner nur die ersten beiden gewinnen können, und ihr letzter Erfolg lag bereits 44 Jahre zurück.
Die unterklassigen Teilnehmer stellten im Achtelfinale noch fast die Hälfte der im Wettbewerb verbliebenen Mannschaften, nämlich drei zweitklassige Teams (neben Sedan noch Clermont Foot und Grenoble Foot), eine Mannschaft aus der semiprofessionellen dritten Division (Olympique Nîmes) sowie drei Viertligisten aus der höchsten Amateurliga (US Albi, US Boulogne sowie die traditionsreiche US Quevilly, die 1927 selbst schon einmal im Pokalendspiel gestanden hatte). Von ihnen erreichten alle drei Zweitligisten sowie Boulogne und Nîmes das Viertel-, Sedan und Letztgenannter sogar das Halbfinale. Von den noch tiefer im Ligensystem beheimateten Amateuren überstanden FC Rhône-Vallée aus La Voulte-sur-Rhône und Olympique Saumur (beide sechstklassig) ebenso das Zweiunddreißigstelfinale wie der Fünftligist und „Mehrfach-Pokalschreck“ US Montagnarde aus dem bretonischen Inzinzac-Lochrist.
Nach den von den regionalen Untergliederungen des Landesverbands FFF organisierten Qualifikationsrunden griffen ab der Runde der letzten 64 Mannschaften auch die 20 Erstligisten in den Wettbewerb ein. Die Paarungen und das Heimrecht wurden für jede Runde frei ausgelost; allerdings gab es dabei seit der Vorsaison eine Einschränkung der Privilegierung unterklassiger Klubs: nur noch Mannschaften, die mindestens zwei Spielniveaus – nicht zu verwechseln mit Ligastufen – tiefer als ihr Gegner antraten, bekamen automatisch Heimrecht. Gelegentlich verzichteten jedoch insbesondere Amateurteams gegen Bezahlung auf dieses Recht oder wichen – wie in dieser Ausspielung Saumur gegen den FC Nantes nach Angers – gegen einen attraktiven Gegner in ein nahegelegenes größeres Stadion aus. Bei unentschiedenem Spielstand nach Verlängerung kam es zu einem Elfmeterschießen.

## Zweiunddreißigstelfinale
Spiele am 7. bis 9. Januar 2005. Die Vereine der beiden professionellen Ligen sind mit L1 bzw. L2 bezeichnet, diejenigen der semiprofessionellen dritten Division mit D3; die landesweiten Amateurspielklassen firmieren als CFA und CFA2, die regionalen Amateurligen als DH bzw. DSR („Division d’Honneur“ bzw. „Division Supérieure Régionale“, die sechst- und siebthöchste Spielklasse).
| - SC Schiltigheim CFA – Stade Reims L2 0:2 - US Quevilly CFA – EA Guingamp L2 1:0 - CO Saint-Dizier DH – RC Lens L1 0:4 - CS Sedan L2 – RC Strasbourg L1 3:1 - OSC Lille L1 – UC Le Mans L2 2:1 - FC Mulhouse CFA2 – SM Caen L1 0:2 - Girondins Bordeaux L1 – FC Istres L1 2:0 - SAS Épinal CFA – Blois Football CFA2 0:1 n. V. - FC Sochaux L1 – SC Bastia L1 1:0 - Calais RUFC CFA – AJ Auxerre L1 0:1 - AS Beauvais CFA – OGC Nizza L1 0:4 - AF Rodez CFA – FC Metz L1 1:2 - SF Tarbes DH – OC Vannes CFA 0:3 - FCSR Haguenau DH – SO Romorantin D3 1:2 - ES Troyes AC L2 – US Albi CFA 1:3 - Gambsheim DH – FC Toulouse L1 0:3 | - ES Viry-Châtillon CFA – Olympique Lyon L1 0:2 - AS Nancy L2 – AC Ajaccio L1 1:1 n. V. (4:5 i. E.) - HSF Vesoul CFA – Clermont Foot L2 1:1 n. V. (5:6 i. E.) - FC Cournon d’Auvergne DH – FC Nantes L1 0:3 - LB Châteauroux L2 – Grenoble Foot L2 2:3 n. V. - US Montagnarde CFA2 – Garde Saint-Ivy Pontivy CFA 2:0 - US Boulogne CFA – US Avranches CFA2 1:0 n. V. - Olympique Marseille L1 – SCO Angers L2 2:3 - Sporting Toulon CFA – FC Montceau CFA2 3:0 - Olympique Saumur DH – Paris FC CFA 2:2 n. V. (4:3 i. E.) - Stade Rennes L1 – Stade Brest L2 1:0 n. V. - RC La Flèche CFA2 – FC Libourne-Saint-Seurin D3 1:2 - FC Rhône-Vallée DH – Rapid Menton DH 0:0 n. V. (3:1 i. E.) - US Langueux DSR – Paris Saint-Germain L1 1:6 - Olympique Nîmes D3 – AS Saint-Étienne L1 3:2 - AC Seyssinet-Pariset DH – AS Monaco L1 0:7 |

## Sechzehntelfinale
Spiele am 11. bis 13. Februar 2005
| - US Boulogne CFA – Blois Football CFA2 4:0 - Olympique Saumur DH – FC Nantes L1 0:2 - Stade Rennes L1 – SM Caen L1 2:0 - OSC Lille L1 – RC Lens L1 3:2 - FC Metz L1 – FC Sochaux L1 0:1 - OC Vannes CFA – AJ Auxerre L1 0:2 - SO Romorantin D3 – US Quevilly CFA 0:1 - US Albi CFA – SCO Angers L2 2:0 n. V. | - Clermont Foot L2 – Sporting Toulon CFA 1:0 - CS Sedan L2 – US Montagnarde CFA2 4:0 - FC Libourne-Saint-Seurin D3 – AS Monaco L1 2:4 - FC Rhône-Vallée DH – Grenoble Foot L2 1:2 - OGC Nizza L1 – Stade Reims L2 3:1 n. V. - Paris Saint-Germain L1 – Girondins Bordeaux L1 3:1 n. V. - Olympique Nîmes D3 – AC Ajaccio L1 1:1 n. V. (4:2 i. E.) - FC Toulouse L1 – Olympique Lyon L1 1:2 |

## Achtelfinale
Spiele am 1./2. bzw. 16. März 2005
| - US Boulogne CFA – FC Nantes L1 3:2 - Stade Rennes L1 – AS Monaco L1 0:1 - CS Sedan L2 – US Quevilly CFA 2:0 - US Albi CFA – FC Sochaux L1 0:3 | - AJ Auxerre L1 – Paris Saint-Germain L1 3:2 - Clermont Foot L2 – Olympique Lyon L1 1:1 n. V. (4:3 i. E.) - OSC Lille L1 – Grenoble Foot L2 1:3 n. V. - Olympique Nîmes D3 – OGC Nizza L1 4:0 |

## Viertelfinale
Spiele am 19./20. April 2005
| - US Boulogne CFA – AJ Auxerre L1 1:2 n. V. - AS Monaco L1 – Clermont Foot L2 1:0 n. V. | - CS Sedan L2 – Grenoble Foot L2 2:1 n. V. - Olympique Nîmes D3 – FC Sochaux L1 4:3 n. V. |

## Halbfinale
Spiele am 10. bzw. 11. Mai 2005
| - AJ Auxerre L1 – Olympique Nîmes D3 2:1 | - AS Monaco L1 – CS Sedan L2 0:1 |

## Finale
Spiel am 4. Juni 2005 im Stade de France von Saint-Denis vor 77.617 Zuschauern
- AJ Auxerre – CS Sedan 2:1 (1:0)

### Mannschaftsaufstellungen
AJ Auxerre: Fabien Cool – Johan Radet (Bacary Sagna, 60.), Younès Kaboul, Jean-Pascal Mignot, Jean-Sébastien Jaurès – Yann Lachuer  (Bonaventure Kalou, 71.), Benoît Cheyrou, Philippe Violeau, Kanga Akalé – Lionel Mathis, Benjamin Mwaruwari
Trainer: Guy Roux
CS Sedan: Patrick Regnault – David Ducourtioux, Jérémy Hénin, Johann Charpenet , Pierre Njanka (Albert Budak, 89.), Nadir Belhadj – Mickaël Citony, Stéphane Noro, Didier Neumann, Marcus Mokake (Cédric Sabin, 58.) – Laurent Gagnier
Trainer: Serge Romano
Schiedsrichter: Bruno Derrien (Brest)

### Tore
1:0 Mwaruwari (37.)

1:1 Noro (64.)

2:1 Kalou (90.+4)

### Besondere Vorkommnisse
Beim Gewinner konnten sechs Spieler den zweiten Pokalsieg nach 2003 feiern: Torhüter Cool, Radet, Mannschaftskapitän Lachuer, Akalé, Mathis und Mwaruwari. Trainer Guy Roux übertraf sie aber alle, denn er hatte Auxerre bei allen vier Titeln und sogar schon bei dem verlorenen Finale von 1979 verantwortlich betreut. Damit stellte er den Trainerrekord von André Cheuva ein, der 50 Jahre früher und auch mit ein und demselben Verein (Lille OSC) die Coupe de France ebenfalls viermal gewinnen konnte. Unmittelbar nach diesem Spiel erklärte der 66-jährige Guy Roux seinen sofortigen Rücktritt.